# K. M. Panikkar
Kavalam Madhava Panikkar (3 juin 1895 – 10 décembre 1963), était un romancier, journaliste, historien, administrateur et diplomate. Il est né au Travancore et a été éduqué en Madras et à l'université d'Oxford.
Après une période en tant que professeur à l'université musulmane d'Aligarh et plus tard à l'université de Calcutta, il devient rédacteur en chef de l'Hindustan Times en 1925,.